# Arlindo Barbosa
Arlindo Agostinho Barbosa da Silva, couramment appelé Arlindo Barbosa, né le 27 mai 2004, est un footballeur portugais qui joue au poste d'ailier gauche au FC Differdange 03.

## Biographie

### FC Differdange 03 (2021)
Formé au sein du club, le joueur dispute ses premières minutes avec le FC Differdange 03 lors de la 11e journée de BGL Ligue face au F91 Dudelange.

### Delfino Pescara 1936 U23 (2023)
Il dispute quelques matchs avec les U23 du Delfino Pescara 1936 en 2023.

### FC Differdange 03 (depuis 2023)
Le 31 août 2023, le joueur s'engage avec son club formateur, le FC Differdange 03, alors en BGL Ligue.
À la fin de sa première saison, il remporte le titre de champion de BGL Ligue à la suite d'une victoire lors du derby face au FC Progrès Niederkorn.
Victime d'une rupture des ligaments du genou, le joueur rate l'ensemble du début de saison du club lors de la saison 2024-2025.

## Palmarès
| FC Differdange 03 (1) :                                   |
| --------------------------------------------------------- |
| - BGL Ligue (1) - Vainqueur : 2024 - Vice-champion : 2022 |